# Кубот: Хроніки Асванга 2
«Кубот: Хроніки Асванга 2» (англ. Kubot: The Aswang Chronicles 2) — філіппінський науково-фантастичний бойовик із елементами комедії та фільму жахів 2014 року, написаний у співавторстві з режисером Еріком Матті. У фільмі зіграли Діндон Дантес, який знову виконує роль Макоя, і Джої Маркес — Нестор, а також нові члени акторського складу Ізабель Даза, Лотлот де Леон, Кей Сі Монтеро та Елізабет Оропеса. Продовження фільму «Тіктік: Хроніки Асванга» 2012 року є офіційним учасником 40-го кінофестивалю «Метро Маніла».

## Конспект
Після перемоги над тіктіками минулої ночі в місті Пулупандан Макой (Діндон Дантес) зі своєю дружиною Сонею, їхнім новонародженим сином Макі, батьком Соні Нестором (Джої Маркес) і сусідом Пейсінгом залишають це місце та минуле. Вони їдуть першим автобусом до Маніли. Макой і Соня обговорюють плани для своєї сім'ї, але вони все ще далекі від безпеки. По п'ятах їх переслідують асванги на чолі зі старійшиною Вероном. Цей новий клан, споріднений із вбитим Тіктіком, прагне помсти.
Під час нападу Макой втрачає ліву руку, а потім стає свідком того, як Верон пожирає його дружину, а на десерт забирає сина. Через два роки Макой і Нестор оселилися разом із сестрою Макоя Нівес та її донькою Джоанною.
Тепер з саморобною штучною рукою, пристосованою для потреб механіка, люб'язно створеною грубуватими, але талановитими майстрами Бенджі та Стейсі, Макой веде життя подалі від неприємностей, але, схоже, потрапляння в халепу у них у крові.
Допитливість Нівес приводить її до небезпечного відкриття, яке втягує сім'ю в боротьбу за владу в племені асвангів. Нівес дізнається, що її бос, Лекс, — асванг, який намагається завадити своїм побратимам на чолі з Домом заражати людей, щоб вони теж стали асвангами.
Макой допомагає, але лише як засіб помститися за Соню та їхнього сина. У процесі, однак, він починає розуміти асвангів, яких він ненавидить, через Лекса та інших добрих асвангів, таких як вона. Зрештою, коли йому випадає нагода вбити Верона, він відступає, на подив Верона. Тепер, маючи спільного ворога в особі Дома, Макой і Верон б'ються разом з Лексом, Нівесом і Нестором, щоб запобігти розповсюдженню хот-догів із заражених частин людського тіла.
В обмін на милосердя Макоя Верон укладає мир і повертає те, що Мейкоя вважав утраченим назавжди — свого сина Макі.

## Акторський склад
- Діндон Дантес — Макой
- Ізабель Даза в ролі Лекса
- Джої Маркес — Нестор
- Елізабет Оропеза — Верон
- Лот де Леон — Ньєвес
- Кей Сі Монтеро — Дом
- Джулі Енн Сан-Хосе — Стейсі
- Рамон Баутіста — Джустініані
- Богарт Дослідник — Макапагал
- Абра — Бенджі
- Джун Сабайтон — Топ
- Мона Луїза Рей — «батанг асванг»
- Алонзо Мулах — «батанг асванг»/син Макоя
- Маріан Рівера — Асванг на хвилі (епізодична роль в титрах)

## Нагороди
| Рік      | Нагороди                        | Категорія                   | Одержувач(і)                | Результат | посилання |
| -------- | ------------------------------- | --------------------------- | --------------------------- | --------- | --------- |
| 2014 рік | 40-й кінофестиваль Metro Manila | Кращий фільм                | Кубот: Хроніки Асванга 2    | Номінація | [ 9 ]     |
| 2014 рік | 40-й кінофестиваль Metro Manila | Кращий актор                | Діндон Дантес               | Номінація | [ 9 ]     |
| 2014 рік | 40-й кінофестиваль Metro Manila | Кращий актор другого плану  | Джої Маркес                 | Перемога  | [ 9 ]     |
| 2014 рік | 40-й кінофестиваль Metro Manila | Краща актриса другого плану | Лот Де Леон                 | Перемога  | [ 9 ]     |
| 2014 рік | 40-й кінофестиваль Metro Manila | Кращий постановочний дизайн | Еріксон Наварро             | Перемога  | [ 9 ]     |
| 2014 рік | 40-й кінофестиваль Metro Manila | Кращі візуальні ефекти      | Материнський корабель       | Перемога  | [ 9 ]     |
| 2014 рік | 40-й кінофестиваль Metro Manila | Кращий візажист             | Юван Берміль Чарльз Алабадо | Перемога  | [ 9 ]     |